# 加杨
加杨（学名：Populus × canadensis）是杨柳科杨属的一种杂交植物，由Populus nigra和Populus deltoides杂交而来。分布在中国大陆的广东、西藏、云南等地，生长于海拔2,500米的地区，多生长于山坡路边，目前已由人工引种栽培。
其种加词“canadensis”意为“加拿大的”。

## 别名
加拿大杨（中国高等植物图鉴） 欧美杨、加拿大白杨、美国大叶白杨（中国树木分类学）